# Cal Baldiri (Castellterçol)
Cal Baldiri és una masia del terme municipal de Castellterçol, al Moianès. Centra l'antiga parròquia rural del mateix nom.
Està situada a l'extrem occidental del terme de Castellterçol, en el vessant meridional de la vall de la Sala de Sant Llogari. És a llevant de la masia de Vilanova.
Deshabitada i en ruïnes, les parets que es conserven es fan servir com a cleda de bestiar boví.